# Wey (Jüchen)
Wey ist ein landwirtschaftlich geprägter Ortsteil der Stadt Jüchen im Rhein-Kreis Neuss in Nordrhein-Westfalen.

## Geografische Lage
Umrahmt wird die Ortschaft von Streuobstwiesen, die in den letzten Jahrzehnten durch Land und privates Engagement wieder neu angelegt worden sind. Durch umfangreiche Umbau und Sanierungsarbeiten der Ortsstraßen, sowie Kreativität und Einsatz der Einwohner wurde das Gesamtbild der Ortschaft erheblich verbessert, jedoch werden in regelmäßigen Abständen die Ortsschilder von Unbekannten entwendet. Im Süden endet der Kommerbach, welcher von Schlich bis nach Wey fließt.

## Nachbarorte
Im Norden grenzt Wey an Waat, im Osten an Hoppers, im Süden an Kelzenberg und im Westen an Dürselen. Alle Nachbarorte sind Ortsteile von Jüchen.

## Geschichte
Wey gehörte bis 1794 zum Amt Kaster im Kurfürstentum Köln. 1794 besetzten französische Truppen den Ort. Es entstand die Commune Wey, die ein Teil der Mairie Kelzenberg war. Damit gehörte Wey dem Arrondissement de Cologne im Département de la Roer an. 1815 kam Wey an das Königreich Preußen. Ein Jahr später wurde die Gemeinde Wey in der Bürgermeisterei Kelzenberg gebildet. Seit 1934 gehört Wey zur Gemeinde Jüchen.

## Infrastruktur
Wey verfügt über mehrere Ortsvereine, wobei es viele ortsübergreifende Kooperationen mit dem benachbarten Dorf Hoppers gibt. Hierzu wurde bereits im Jahr 1982 die „Dorfgemeinschaft Wey-Hoppers“ gegründet.
In Wey gibt es mehrere Bauernhöfe, darunter den Landmarkt Wey, wo man regionale Lebensmittel erwerben kann. Ebenso gibt es ein Reitsportgeschäft Second Store.
Jährlich finden diverse Veranstaltungen der Dorfgemeinschaft, des Modelflugvereins und des Gesangverein Eintracht Hoppers statt. Das 25-jährige Bestehen der Dorfgemeinschaft wurde im Jahr 2007 mit einem dreitägigen „Scheunenfest“ gefeiert.

## Verkehrsanbindung

### Straße
Die nächste Autobahnanschlussstelle befindet sich bei MG-Odenkirchen, rund 5 Kilometer nördlich von Wey.

### Bahn
In Odenkirchen befindet sich der nächste Bahnhof an der Bahnstrecke Rheydt–Köln-Ehrenfeld.

### Bus
Ein Anruf-Sammel-Taxi fährt Wey wochentags an. Die Buslinien 90 Schaan und 90 Bedburdyck halten auch in Wey.